# 후카가와메시

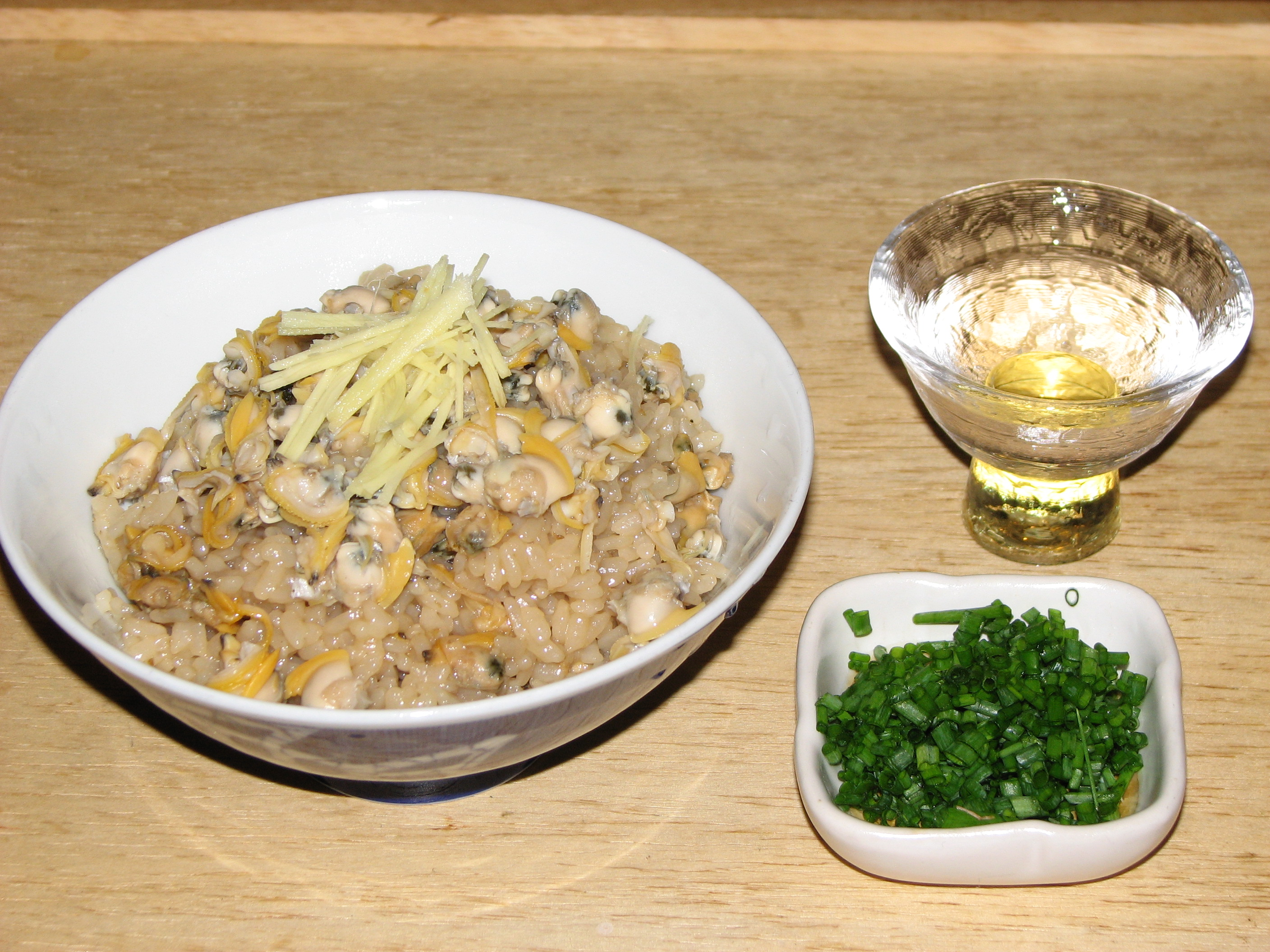
후카가와메시

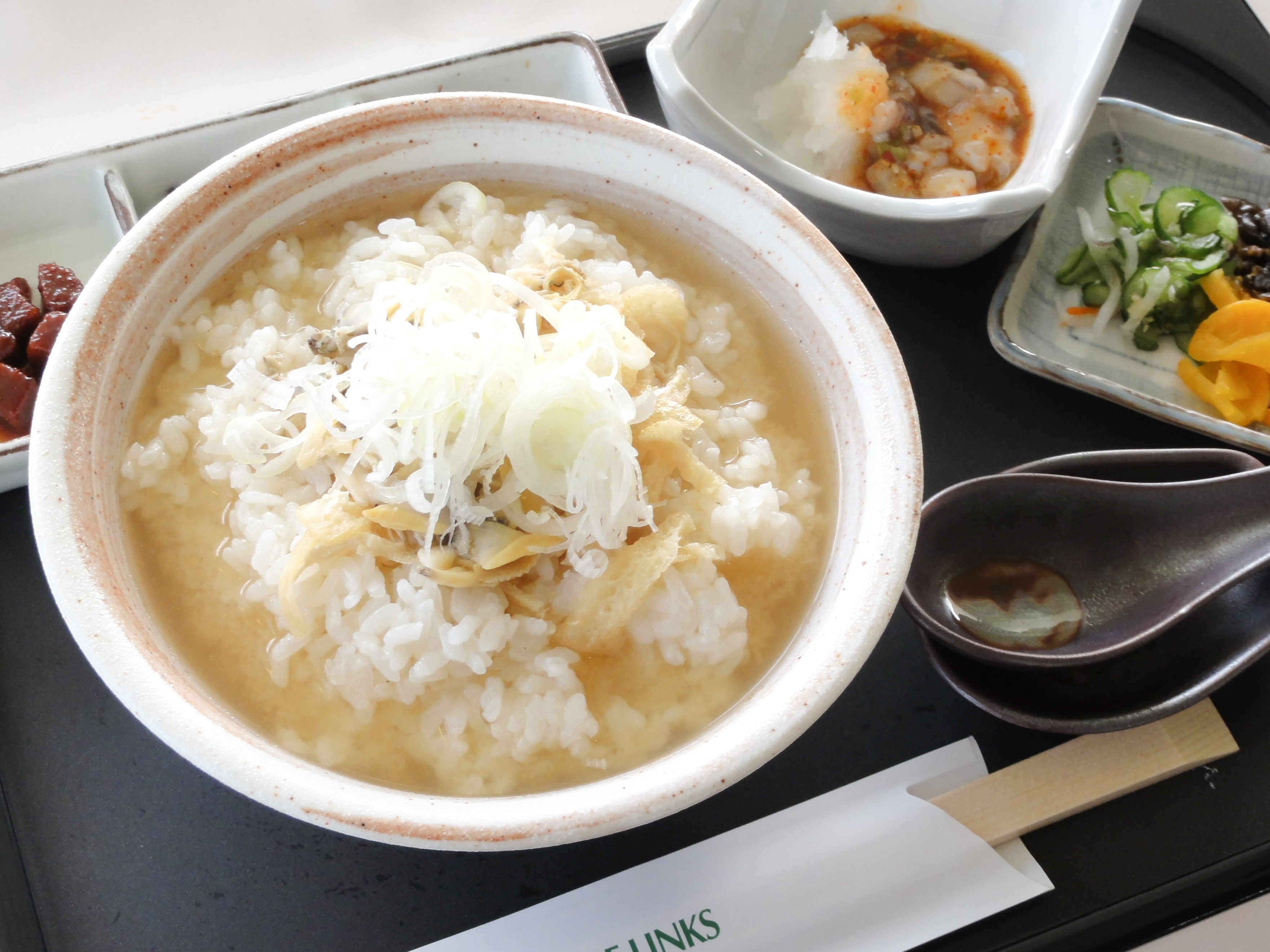
국물을 부은 후카가와메시

후카가와메시(일본어: 深川めし)는 바지락, 대합 등의 조개류와 파, 된장 등을 국물째 밥에 부어서 먹는 일본 요리이다. 그 재료를 따서 '바지락밥' (アサリ飯)이라 부르기도 한다. 조개가 잡히는 산지라면 많이 해먹는 요리지만 그 중에서도 도쿄의 후카가와 지역이 대표적이기 때문에 후카가와메시라는 이름이 붙었다.
일본에서는 2000년을 전후로 후카가와메시 집이 증가하기 시작했으며, 대부분 찜밥 형식으로 내놓는다. 또 JR도카이 패신저스에서 도시락으로 개발해 도카이도 신칸센의 도쿄역, 시나가와역, 신요코하마역 등의 구내 매점에서 구입해 먹을 수도 있다.

## 역사
옛날 일본에서는 바지락이 아닌 도쿄 후카가와에서 많이 잡히던 개량조개 (Mactra chinensis)를 사용하였다. 지금처럼 바지락을 쓰게 된 것은 메이지 시대, 다이쇼 시대에 이르러서인 것으로 알려져 있다.
메이지 시대 작가인 마츠바라 이와고로가 빈민가에 잠입해 작성한 르포 일지인 《최암흑의 도쿄》 (最暗黒の東京)에서 '인력거꾼의 음식' 중 하나로 후카가와메시를 소개하고 있다. "후카가와메시 - 이것은 개량조갯살에 파를 썰어 넣어 익혀 끓이고, 손님이 오면 흰쌀밥을 사발에 담아 그 위에 뿌려서 내는 즉석 요리다. 한 공기에 1전 5리로 일반인은 비린내가 나서 참고 먹을 것이 못 된다 할지라도 그 사회에서는 제일 간단한 음식점이래도 크게 번창하였다". 이를 참고하면 그 당시 후카가와메시는 중산층의 식탁에 올릴 만한 것은 아니 되었고, 하층민의 식사였음을 엿볼 수 있게 한다.